# Eric Leslie Booth
Eric Leslie Booth DSO ploščica MiD, kanadski general, * 1906, † 1944.

## Življenjepis
Med drugo svetovno vojno je bil poveljnik 12. kanadskega oklepnega polka (1943-44) in 4. kanadske oklepne brigade (1944).